# Etnopluralismus
Etnopluralismus je politický koncept, který předpokládá různorodé, navzájem oddělené a ohraničené etnicko-kulturní oblasti. Je tak určitým protikladem k multikulturalismu, který předpokládá soužití kultur na společném území, i ke kulturní globalizaci, která celkově zmenšuje prostor pro kulturní diverzitu. Na rozdíl od multikulturalismu předpokládá etnopluralismus v jednotlivých oblastech kulturní homogenizaci ve prospěch domácí kultury, respektive kulturní asimilaci přistěhovalců.
Etnopluralismus je prosazován zejména pravicovými a krajně pravicovými ideology a stranami v protikladu ke multikulturalismu, který je prosazován levicí. Jeho moderní formulace se váže k Nové pravici, jejíž politický teoretik Alain de Benoist ji vyslovil, a vystihuje také podstatnou část ideologie identitárního hnutí.
Z levicových a multikulturních pozic je etnopluralismus kritizován jako blízký apartheidu a sloužící jako zástěrka pro xenofobii nebo rasismus.
Nejstarší výskyt slova lze vystopovat k německému Ethnopluralismus, které použil sociolog Henning Eichberg v roce 1973 v eseji vymezujícím se proti eurocentrismu.